# Mihai Mocanu
Mihai Mocanu (24 de fevereiro de 1942 - 18 de junho de 2009) foi um futebolista romeno que competiu na Copa do Mundo FIFA de 1970.

## Títulos
Petrolul Ploieşti
- Campeonato Romeno: 1965/66

Omonia Nicosia
- Campeonato Cipriota: 1973/74
- Copa do Chipre: 1973/74